# سالور
سالور هي بلدة في مقاطعة قرة قول في ولاية بخارى في أوزبكستان.